# Кук, Гарольд
Гарольд Дуглас Р. Кук (англ. Harold Douglas R. Cooke; 1895, Шейкерстоун, Лестершир — 1966, Мидлсбро) — английский и британский хоккеист на траве, полевой игрок. Олимпийский чемпион 1920 года.

## Биография
Гарольд Кук родился в 1895 году в британской деревне Шейкерстоун.
Играл в хоккей на траве за Бирмингемский университет, «Вустер», «Уорикшир», «Солтбёрн», «Уэст-Хартлпул», «Каледониан», «Редкар», сборные Йоркшира и Юга.
В 1920 году вошёл в состав сборной Великобритании по хоккею на траве на летних Олимпийских играх в Антверпене и завоевал золотую медаль. Играл на позиции нападающего, провёл 1 матч, мячей (по имеющимся данным) не забивал.
Всего провёл 4 матча за сборные Англии и Великобритании.
В 1920 году окончил Бирмингемский университет по специальностям «металлургия», «химия», «машиностроение», «бухгалтерский учёт» и «немецкий язык».
В 1933 года избран в селекционный комитет хоккейной ассоциации Йоркшира, работал там на протяжении многих лет.
Умер в 1966 году в британском городе Мидлсбро.